# Anepitacta guentheri
Anepitacta guentheri är en insektsart som beskrevs av Andrej Vasiljevitj Gorochov 1994. Anepitacta guentheri ingår i släktet Anepitacta och familjen vårtbitare. Inga underarter finns listade i Catalogue of Life.